# چوری (فیلم)
چوری فیلمی به کارگردانی  و نویسندگی جواد اردکانی محصول سال ۱۳۷۹ است.

## داستان
دختر بچه‌ای به اسم زهرا برای خود جوجه‌ای می‌خرد و در حین بازی پای جوجه می‌شكند و ....

## بازیگران
- حجت اله نجف پور شجاعی
- سارا بيناس
- غلامرضا خوشحال پور
- شهرام علی شریفی
- شهره لطفی